# Кадников
Ка́дников — город в Сокольском районе Вологодской области России. До 2006 года административный центр Кадниковского сельсовета, далее городского поселения.
Население — 4022 чел. (2023).

## Географическое положение
Город расположен на реке Содиме. Находится на заболоченной Присухонской низине, с востока и запада к городу примыкают лесные массивы.
Располагается в 13 км к востоку от города Сокола и в 40 км к северо-востоку от Вологды. Близ Кадникова проходит автодорога М8 «Холмогоры» (Москва — Архангельск), построен южный обход города, на юг отходит дорога к деревне Марковское. В 20 км от Кадникова пересекаются федеральные автодороги А123 и М8.
Ближайшая ж.-д. станция Печаткино (на линии Вологда — Архангельск) находится в 11 км к западу от города.

## Часовой пояс
Город Кадников, так же, как и вся Вологодская область, находится в часовом поясе, обозначаемом по международному стандарту как Moscow Time Zone (MSK/MSD). Смещение относительно Всемирного координированного времени UTC составляет +4:00 (MSD, летнее время).

## История

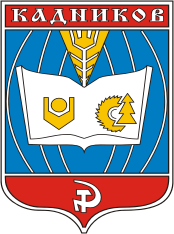
Герб (1980)

В 1492 году на Кадниковской пустоши для защиты торгового пути был установлен сторожевой пост, давший начало деревне Кадниковской. Название произошло от прозвищного личного имени Кадник («бондарь»). 
В XV-XVI веках, в период расцвета торговли, товары доставлялись из Архангельска в Москву через Вологду, Тотьму и Великий Устюг. Кадниковская была значима как перевалочный пункт.
Город образован в 1780 году из одноименной деревни. По тому времени это был довольно значительный населённый пункт, расположенный на бойком Архангельском тракте. Видную роль в жизни города играла торговля. Население занималось главным образом кустарными промыслами. 
На протяжения почти полутора столетий Кадников являлся центром Кадниковского уезда Вологодской губернии. 
В начале XX века была построена Северная железная дорога из Вологды в Архангельск, прошедшая в стороне от Кадникова.
Сегодня город напоминает посёлок городского типа, развлекательных центров и гостиниц в городе нет. Река Содима в черте города загрязнена стоками пищевого комбината.

## Население
| 1856  | 1897  | 1913  | 1926  | 1931  | 1939  | 1959  |
| ----- | ----- | ----- | ----- | ----- | ----- | ----- |
| 2200  | ↗2400 | ↗2900 | ↘2300 | ↘2000 | ↗3200 | ↘3193 |
| 1970  | 1979  | 1989  | 1992  | 1996  | 1998  | 2000  |
| ↗3533 | ↗5338 | ↘5312 | ↗5400 | ↗5500 | →5500 | ↘5100 |
| 2001  | 2002  | 2003  | 2005  | 2006  | 2007  | 2008  |
| ↘4900 | ↗5362 | ↗5400 | ↘5100 | →5100 | ↘5000 | →5000 |
| 2009  | 2010  | 2011  | 2012  | 2013  | 2014  | 2015  |
| ↘4936 | ↘4614 | ↗4800 | ↘4771 | ↘4764 | ↘4723 | ↘4642 |
| 2016  | 2017  | 2018  | 2019  | 2020  | 2021  | 2023  |
| ↘4615 | ↘4588 | ↘4531 | ↘4508 | ↘4478 | ↘4106 | ↘4022 |

На 1 января 2025 года по численности населения город находился на 1093-м месте из 1124 городов Российской Федерации.

## Туризм. Достопримечательности
Кадников считается туристическим городом. Основные достопримечательности расположены вдоль центральной улицы, носящей имя Розы Люксембург (бывшая Соборная улица). На ней располагается несколько сохранившихся с XIX века каменных купеческих особняков, перестроенный в Дом культуры Богоявленский собор, Ленинский парк. 
В начале улицы (со стороны Вологды) расположена столовая и узел связи. В конце улицы — краеведческий музей. 
На улице Коммунистов находится часовня Григория Пельшемского при монастыре, около неё — Александровский сад и Торговые ряды (вторая половина XIX века). На старом кладбище расположена церковь Димитрия Солунского.
Кадниковский районный исторический музей открылся в 1985 году и вначале существовал на общественных началах. С 1993 года получил официально статус музея. Экспозиции представлены в 3-х залах (история города, город в годы ВОВ, литературно-музыкальная гостиная). В музее представлены автолитографии народного художника СССР А. Ф. Пахомова (уроженца Кадниковского уезда), экспозиция, посвященная композитору В. А. Гаврилину, и экспозиция «Дворянский род Зубовых».
Слева от северного выезда из города выстроен Ильинский погост с Ильинско-Засодимской церковью, которая является федеральным памятником архитектуры. 
Недалеко от города находился Григориево-Пельшемский Лопотов монастырь, ныне разрушен.
В 3 км от Кадникова расположен памятник природы Лисьи Горы — археологический и исторический памятник, место стоянки древних людей эпохи мезолита (VIII—V тыс. до н. э.), фрагмент сохранившейся на территории Сокольского района Оларёвской гряды. Эта гряда представляет собой следы Валдайского оледенения, завершившегося около 11,6—11,8 тыс. лет назад. На 01.10.2020 г. от Лисьих гор практически ничего не осталось. На месте добычи песка образовался водоем.
Добраться до Кадникова можно прямыми автобусами из Сокола, Вологды, проходящими автобусами из Великого Устюга, Никольска.

## Промышленность
Градообразующем предприятием является ОАО «Пищевой комбинат Вологодский», первый в России производитель чипсов. Комбинат принадлежит торгово-промышленной группе «Кунцево». В январе 2011 года на комбинате произошёл пожар, уничтоживший цех по производству «Вологодских» чипсов.
Также в городе расположены предприятия добывающей промышленности местного значения: ООО «Северторф» и ООО «Технолес».
Одним из наиболее долго работающих пищевых предприятий Кадникова является хлебопекарня, обеспечивающая хлебобулочными изделиями не только Кадников, но и близлежащие поселения.